# Дружба (Ульяновский район)
Дружба — посёлок в Ульяновском районе Ульяновской области. Входит в состав Тетюшского сельского поселения.

## География
Находится на расстоянии примерно 24 километра по прямой на запад от центра города Ульяновск.

## Население
Население составляло 32 человека в 2002 году (русские 91%), 45 по переписи 2010 года.